# Кююкоски, Ийвари
Пентти Ийвари Кююкоски (фин. Pentti Iivari Kyykoski); урождённый Берндт Ивар Нордлунд (швед. Berndt Ivar Nordlund; 16 февраля 1881, Лувиа, Або-Бьёрнеборгская губерния — 8 декабря 1959, Хельсинки) — финский гимнаст, бронзовый призёр летних Олимпийских игр 1908 года.
На Играх 1908 года в Лондоне Кююкоски участвовал только в командном первенстве, в котором его сборная заняла третье место.